# Humoreszk (irodalom)
A humoreszk prózai kisepikai műfaj. Fő jellemvonása a karcolatszerű, rövid terjedelem és az ennek megfelelő, fő vonásokra redukált kidolgozás, valamint a könnyed, kedélyesen derűs hangulatú humor. A 19. századi, klasszikusnak nevezett válfajára az anekdotikus elemek a jellemzőek. A 20. század első évtizedeiben a műfaj egyre népszerűbbé vált, az újságírás és a kabarépódium jellemző formáinak egyike lett. A modern humoreszk a századforduló idején alakult ki; könnyed groteszkség, a nyelvi humor hangsúlyozottabb jellege és az anekdotikus hangnem hiánya jellemzi. (Stephen Leacock: Humoreszkek-válogatás, 1926; Karinthy Frigyes Görbe tükör, 1912.)
Tágabb értelmezésben a humoreszk nem csak prózai mű lehet, hanem rajz vagy zenedarab is. A zenében a műfaj egyik legismertebb darabja Robert Schumann Humoresken című műve.